# Grande Prêmio de Mônaco de 1974
Resultados do Grande Prêmio de Mônaco de Fórmula 1 realizado em Montecarlo em 26 de maio de 1974. Sexta etapa da temporada, nele o vencedor foi o sueco Ronnie Peterson, da Lotus-Ford.

## Classificação da prova
| Pos. | Nº | Piloto               | Construtor        | Voltas | Tempo/Diferença | Grid | Pontos |
| ---- | -- | -------------------- | ----------------- | ------ | --------------- | ---- | ------ |
| 1    | 1  | Ronnie Peterson      | Lotus-Ford        | 78     | 1:58:03.7       | 3    | 9      |
| 2    | 3  | Jody Scheckter       | Tyrrell-Ford      | 78     | + 28.8          | 5    | 6      |
| 3    | 17 | Jean-Pierre Jarier   | Shadow-Ford       | 78     | + 48.9          | 6    | 4      |
| 4    | 11 | Clay Regazzoni       | Ferrari           | 78     | + 1:03.1        | 2    | 3      |
| 5    | 5  | Emerson Fittipaldi   | McLaren-Ford      | 77     | + 1 volta       | 13   | 2      |
| 6    | 28 | John Watson          | Brabham-Ford      | 77     | + 1 volta       | 23   | 1      |
| 7    | 26 | Graham Hill          | Lola-Ford         | 76     | + 2 voltas      | 21   |        |
| 8    | 27 | Guy Edwards          | Lola-Ford         | 75     | + 3 voltas      | 26   |        |
| 9    | 4  | Patrick Depailler    | Tyrrell-Ford      | 74     | + 4 voltas      | 4    |        |
| Ret  | 15 | Henri Pescarolo      | BRM               | 62     | Câmbio          | 27   |        |
| Ret  | 2  | Jacky Ickx           | Lotus-Ford        | 34     | Motor           | 19   |        |
| Ret  | 12 | Niki Lauda           | Ferrari           | 32     | Ignição         | 1    |        |
| Ret  | 24 | James Hunt           | Hesketh-Ford      | 27     | Semieixo        | 7    |        |
| Ret  | 33 | Mike Hailwood        | McLaren-Ford      | 11     | Acidente        | 10   |        |
| Ret  | 7  | Carlos Reutemann     | Brabham-Ford      | 5      | Suspensão       | 8    |        |
| Ret  | 37 | François Migault     | BRM               | 4      | Acidente        | 22   |        |
| Ret  | 22 | Vern Schuppan        | Ensign-Ford       | 4      | Acidente        | 25   |        |
| Ret  | 9  | Hans Joachim Stuck   | March-Ford        | 3      | Colisão         | 9    |        |
| Ret  | 14 | Jean-Pierre Beltoise | BRM               | 0      | Colisão         | 11   |        |
| Ret  | 6  | Denny Hulme          | McLaren-Ford      | 0      | Colisão         | 12   |        |
| Ret  | 20 | Arturo Merzario      | Iso-Marlboro-Ford | 0      | Colisão         | 14   |        |
| Ret  | 10 | Vittorio Brambilla   | March-Ford        | 0      | Colisão         | 15   |        |
| Ret  | 16 | Brian Redman         | Shadow-Ford       | 0      | Colisão         | 16   |        |
| Ret  | 18 | José Carlos Pace     | Surtees-Ford      | 0      | Colisão         | 18   |        |
| Ret  | 23 | Tim Schenken         | Trojan-Ford       | 0      | Colisão         | 24   |        |
| DNS  | 19 | Jochen Mass          | Surtees-Ford      |        |                 | 17   |        |
| DNS  | 30 | Chris Amon           | Amon-Ford         |        |                 | 20   |        |
| DNQ  | 8  | Rikky von Opel       | Brabham-Ford      |        |                 |      |        |

## Tabela do campeonato após a corrida
| Pos. | Piloto             | Pontos |
| ---- | ------------------ | ------ |
| 1    | Emerson Fittipaldi | 24     |
| 2    | Clay Regazzoni     | 22     |
| 3    | Niki Lauda         | 21     |
| 4    | Jody Scheckter     | 12     |
| 5    | Denny Hulme        | 11     |

| Pos. | Construtor   | Pontos |
| ---- | ------------ | ------ |
| 1    | McLaren-Ford | 37     |
| 2    | Ferrari      | 30     |
| 3    | Tyrrell-Ford | 16     |
| 4    | Lotus-Ford   | 13     |
| 5    | Brabham-Ford | 10     |

- Nota: Somente as primeiras cinco posições estão listadas. Em 1974 os pilotos computariam sete resultados nas oito primeiras corridas do ano e seis nas últimas sete. Neste ponto esclarecemos: na tabela dos construtores figurava somente o melhor colocado dentre os carros do mesmo time.